# Barbarossula rufibarbis
Barbarossula rufibarbis är en fjärilsart som beskrevs av Sergius G. Kiriakoff 1963. Barbarossula rufibarbis ingår i släktet Barbarossula och familjen tandspinnare. Inga underarter finns listade i Catalogue of Life.